# Заходы (Речицкий район)
Заходы (бел. Захо́ды) — агрогородок, центр Заходовского сельсовета Речицкого района Гомельской области Белоруссии.
На севере урочище Краснополье.

## География

### Расположение
В 45 км на северо-запад от Речицы, 17 км от железнодорожной станции Василевичи (на линии Гомель — Калинковичи), 95 км от Гомеля.

## Транспортная сеть
Транспортные связи по просёлочной, затем автомобильной дороге Светлогорск — Речица. Планировка состоит из прямолинейной меридиональной улицы, к которой на юге присоединяются 2 короткие улицы. Застройка двусторонняя, деревянная, усадебного типа.

## История
По письменным источникам известна с XIX века как селение в Речицком уезде Минской губернии. Дворянин Н. М. Теренин владел здесь в 1895 году большими наделами земли. В 1890-е годы в окрестности работала Западная мелиоративная экспедиция. Действовала лесопилка Равиковича (паровой двигатель, 80 рабочих).
С 8 декабря 1926 года до 30 декабря 1927 года центр Заходского сельсовета Василевичского, с 4 августа 1927 года Речицкого районов Речицкого с 9 июня 1927 года Гомельского округов. С 1929 года организован колхоз «10 лет БССР», работали паровая мельница и кузница. Во время Великой Отечественной войны оккупанты в июне 1943 года полностью сожгли деревню и убили 23 жителей. В боях около деревни в 1941 и 1943 годах погибли 59 советских солдат и 5 партизан (похоронены в братской могиле, в 0,5 км на север от деревни). 71 житель погиб на фронте. Согласно переписи 1959 года центр колхоза «Путь Ленина». Работали филиал районного комбината бытового обслуживания, средняя школа, Дом культуры, библиотека, фельдшерско-акушерский и ветеринарный пункты, отделение связи, детские ясли-сад, магазин.
До 31 октября 2006 года в Дубровском сельсовете, согласно решению Гомельского областного совета депутатов Дубровский сельсовет переименован в Заходовский сельсовет с переносом центра сельсовета в деревню Заходы.

## Население

### Численность
- 2004 год — 124 хозяйства, 301 житель.

### Динамика
- 1940 год — 89 дворов, 319 жителей.
- 1959 год — 490 жителей (согласно переписи).
- 2004 год — 124 хозяйства, 301 житель.

## Культура
- Дом народного творчества

## Достопримечательность
- Храм царственных мучеников и новомучеников российских
- Винокурня XIX века из красного кирпича. Демонтирована в 2020 году.

## Галерея

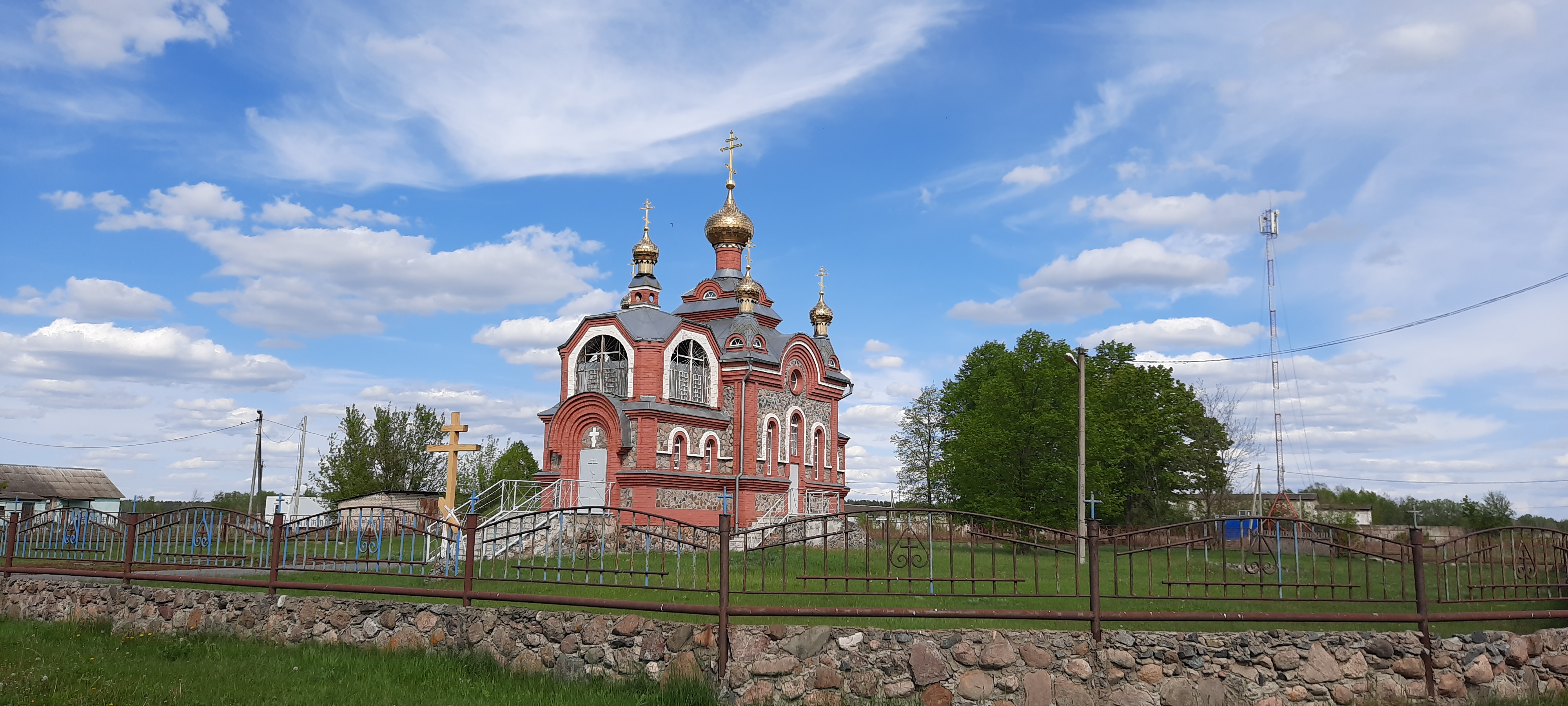
Храм царственных мучеников и новомучеников российских
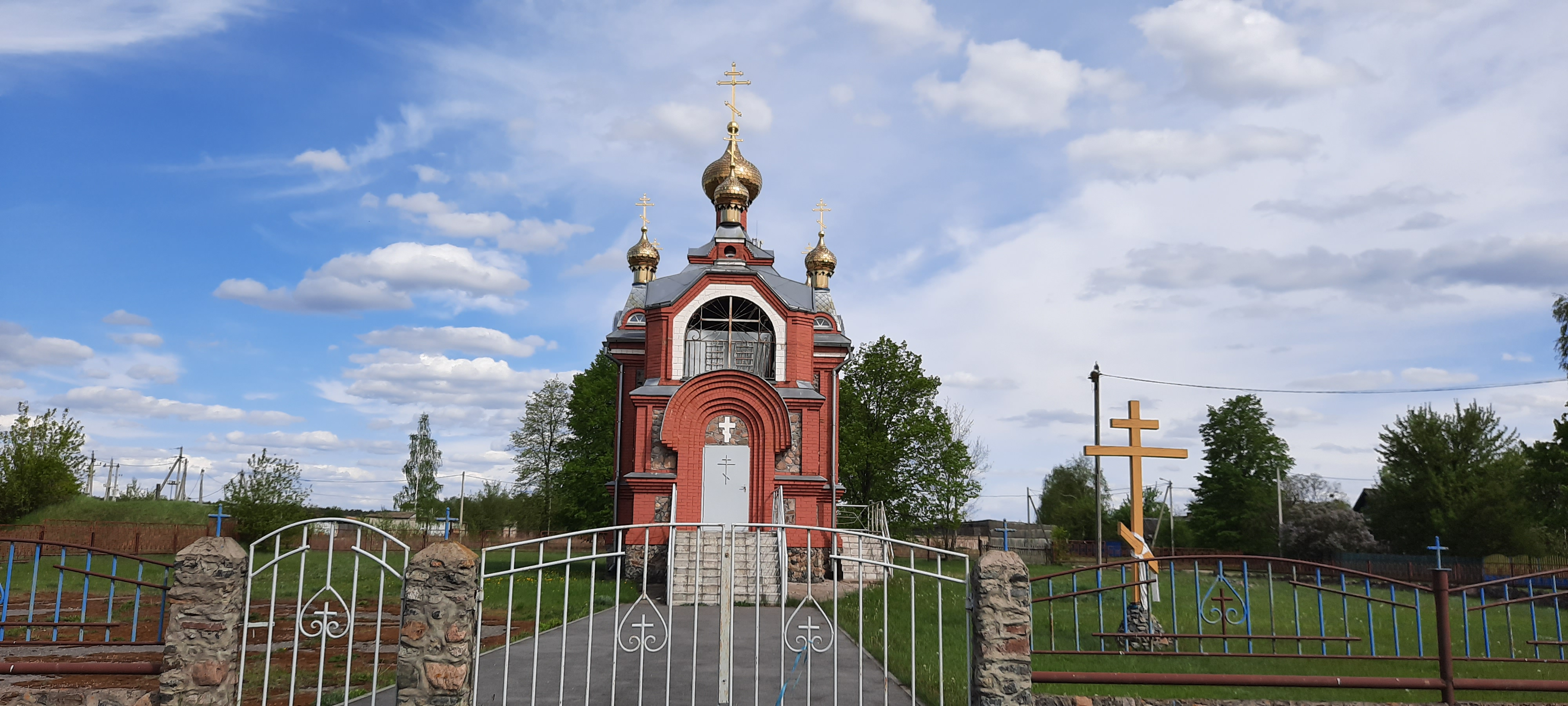
Храм царственных мучеников и новомучеников российских